# Charles P. Wolff Schoemaker
Charles Prosper Wolff Schoemaker ("Kemal") (Banyubiru, Semarang, 25 juli 1882 – Bandung, 22 mei 1949) was een Nederlandse architect die in voormalig Nederlands-Indië werkzaam was.

## Leven en werk
Wolff Schoemaker werd in Nederlands-Indië geboren, als oudste van de drie kinderen van Jan Prosper Schoemaker en Josephine Charlotte Wolff. Hij bracht een deel van zijn jeugd door in Roermond en ging later als afgestudeerd ingenieur aan de KMA terug naar Indië. Hij was eerst als militair werkzaam in het KNIL bij de Genie, was directeur Gemeentewerken in Batavia en begon daarna een eigen architectenbureau te Bandoeng. Hij behoorde tot de top drie van de Nederlandse architecten in vooroorlogs Nederlands-Indië, samen met Albert Aalbers en Henri Maclaine Pont. Met de laatstgenoemde heeft hij heftig gepolemiseerd in de vakpers. Hij werkte eerst voor het bureau AIA van Albert Aalbers. Hij was ook hoogleraar aan de Technische Hogeschool Bandoeng (THS) sinds 1922. Zijn naar Nederland teruggekeerde broer Richard Schoemaker had die positie eerder ook gehad. Daarnaast was Wolff Schoemaker gemeenteraadslid en plaatsvervangend wethouder in Bandoeng. Hoewel hij in de eerste plaats bekend is als architect, was hij ook kunstschilder en beeldhouwer.
Hij ontving op 22 april 1929 dr. H.P. Berlage tijdens diens Indische reis en liet hem een aantal van zijn bouwwerken zien. Berlage verklaarde na afloop dat hij diep onder de indruk was van de architectuur die hier (wel) gerealiseerd kon worden. Letterlijk schreef hij: "... heeft deze stad met een voorspoedig heden alleen nog maar een toekomst"
Wolff Schoemaker had een moderne, maar aan de Indonesische wereld aangepaste stijl en variatie. Hij werd wel "de Frank Lloyd Wright van Indië" genoemd - op een studiereis door de Verenigde Staten had hij kennisgemaakt met het werk van Wright. Tot zijn bekendste werken behoren nog steeds bestaande en zeer goed onderhouden gebouwen te Bandung, zoals de Villa Isola van de steenrijke uitgever, krantenmagnaat en "roddelkoning" van die tijd Dominique Willem Berretty, de verbouwde Sociëteit Concordia, waar de Bandungconferentie in 1955 plaatsvond (nu Gedung Merdeka), het Grand Hotel Preanger aan de Grote Postweg, het Pasteur Instituut, de Jaarbeurs, de Bethelkerk, de Kathedraal Sint-Petrus, Toko Van Dorp (tegenover de Nationale Bank) en het Residentiekantoor. Er zouden in totaal 63 ontwerpen aan hem kunnen worden toegewezen. Hij ontwierp ter ere van de eerste radioverbinding tussen Nederlands-Indië en Nederland ook het Monumen Radio Malabar op het Tjitaroemplein, bekend als het 'Blotebillen Monument' vanwege de uitbeelding van twee naakte mannen.
Net als zijn ontwerpen was zijn leven (met de Javaanse bevolking, met name de vrouwen) kleurrijk. Hij werd Islamiet, ondernam een bedevaart naar Mekka en nam de naam "Kemal" aan. Hij was de hoogleraar en mentor van de architectuurstudent Kusno Sosrodihardjo, de latere president Soekarno van de Republiek Indonesië, met wie hij levenslang bevriend bleef. Door deze relatie bleef hij gevrijwaard van opsluiting in het jappenkamp.

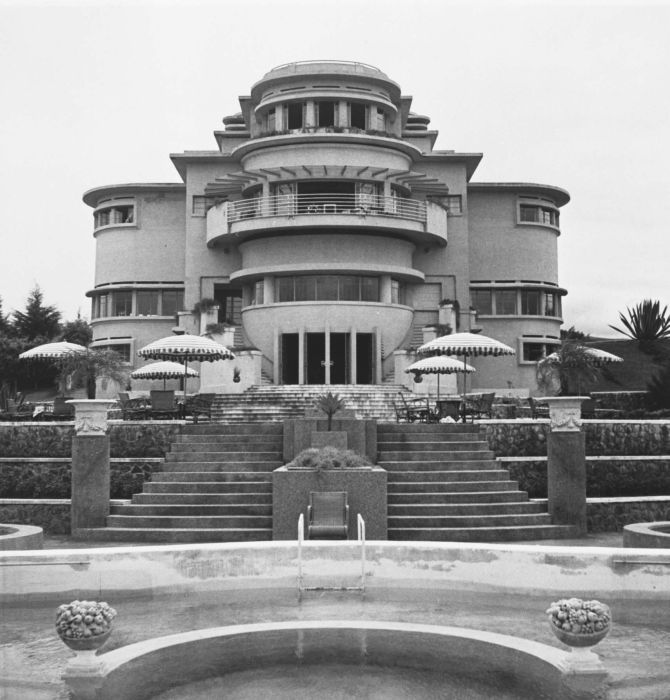
Villa Isola in Bandung voor D.W. Berretty.
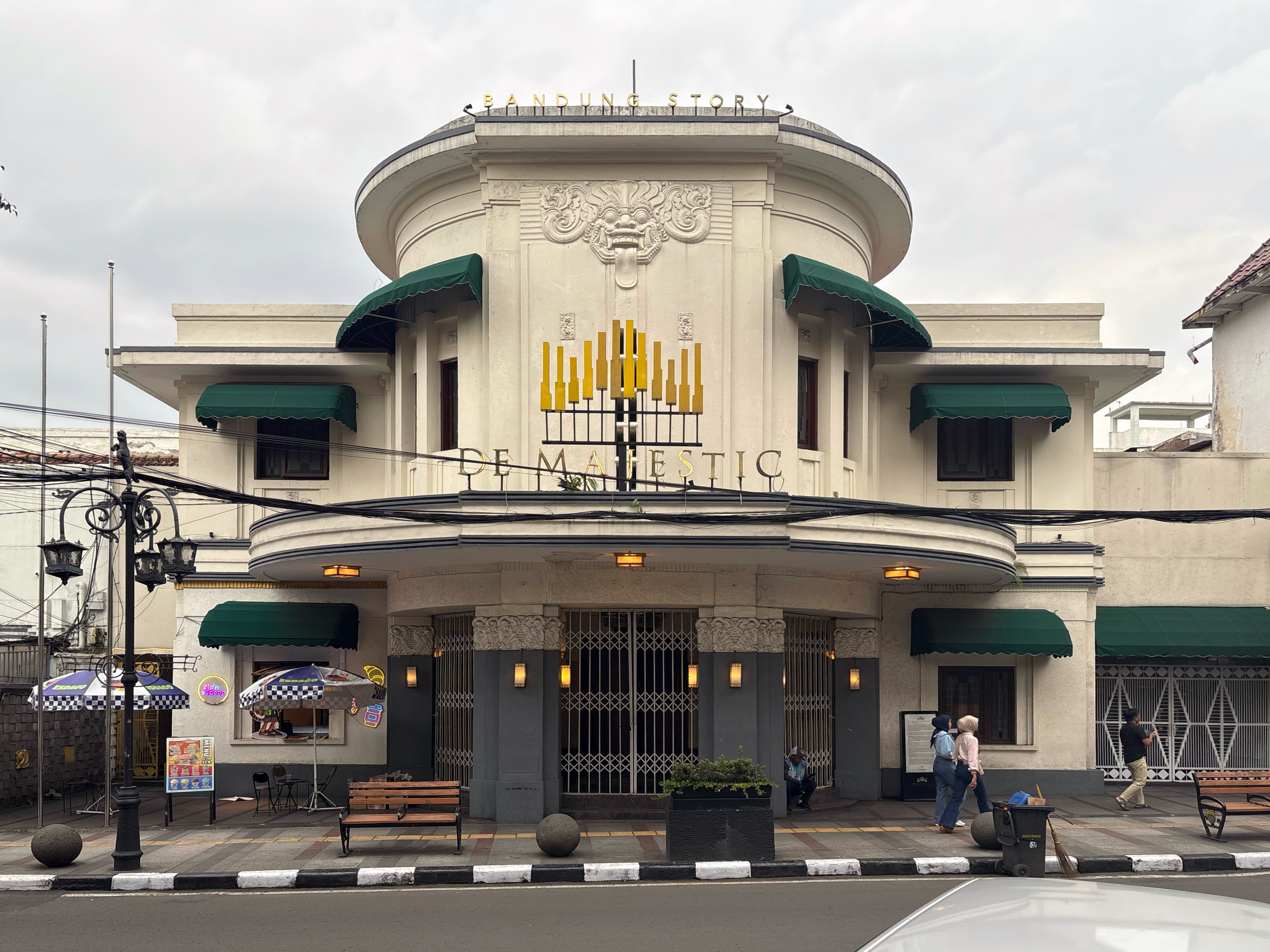
Bioscoop-theater Kalakop in Braga Street
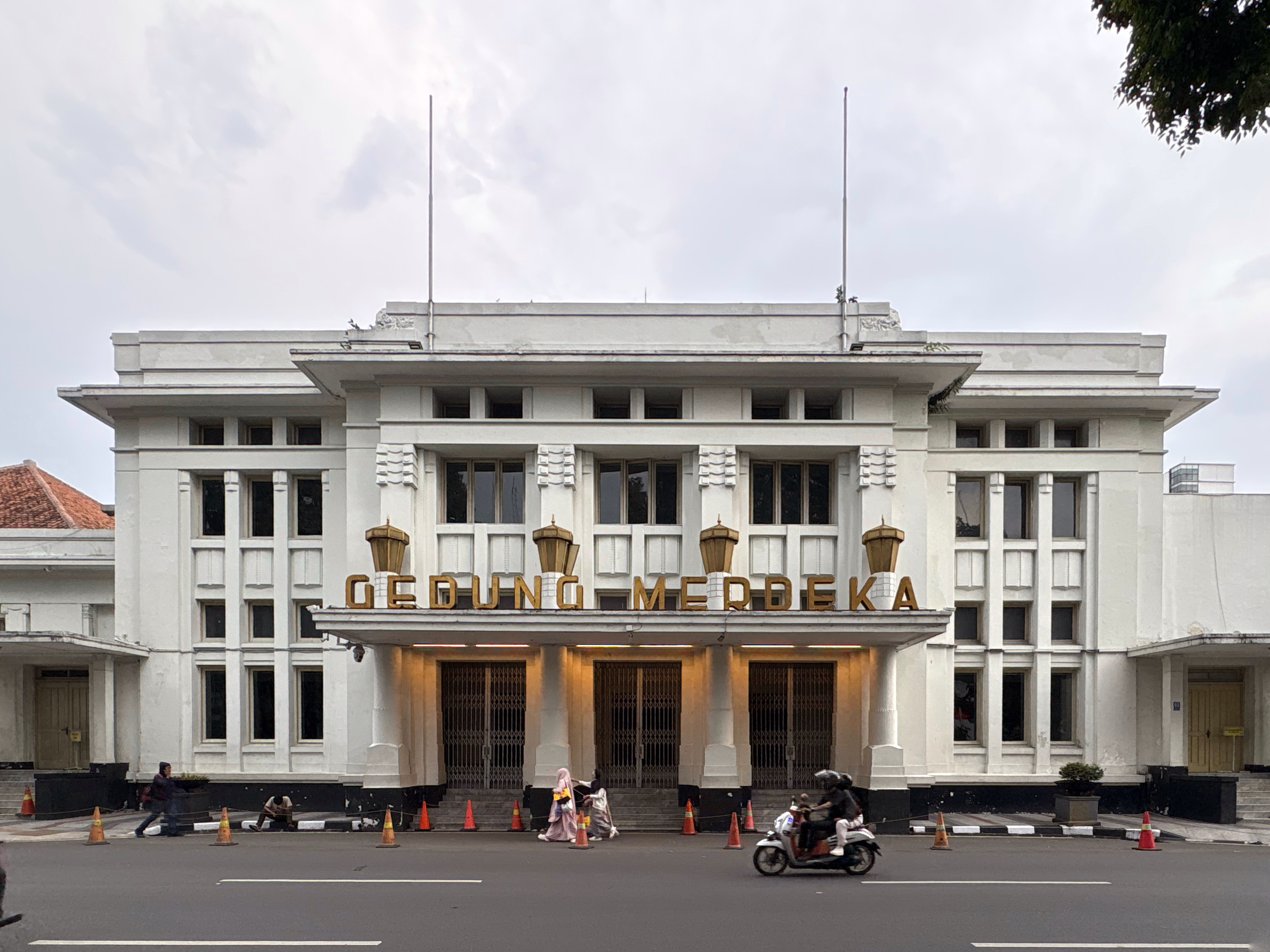
Sociëteit Concordia (nu Gedung Merdeka)
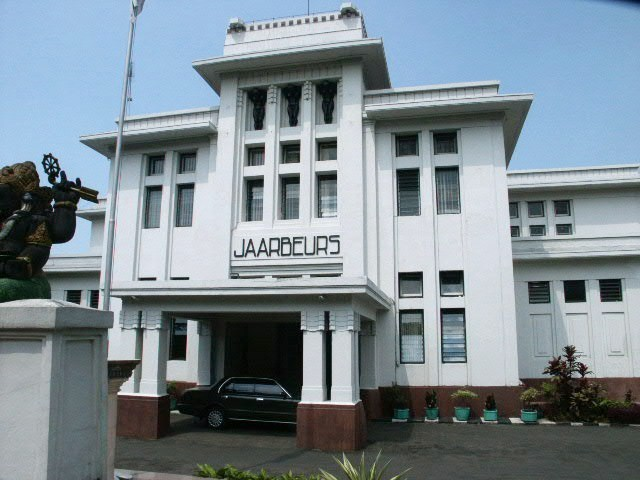
Jaarbeurs

## Naam
In 1919 diende hij aan de regering een verzoek in tot naamsverandering door het toevoegen van de achternaam van zijn moeder, Wolff. In 1921 kreeg hij officieel toestemming om zijn naam te veranderen in Wolff Schoemaker. Dit werd in Nederlands-Indië meer gedaan ter verhoging van de status om de positie in de gecompliceerde Indische standensamenleving te verbeteren.